# Schloss Zwiefaltendorf

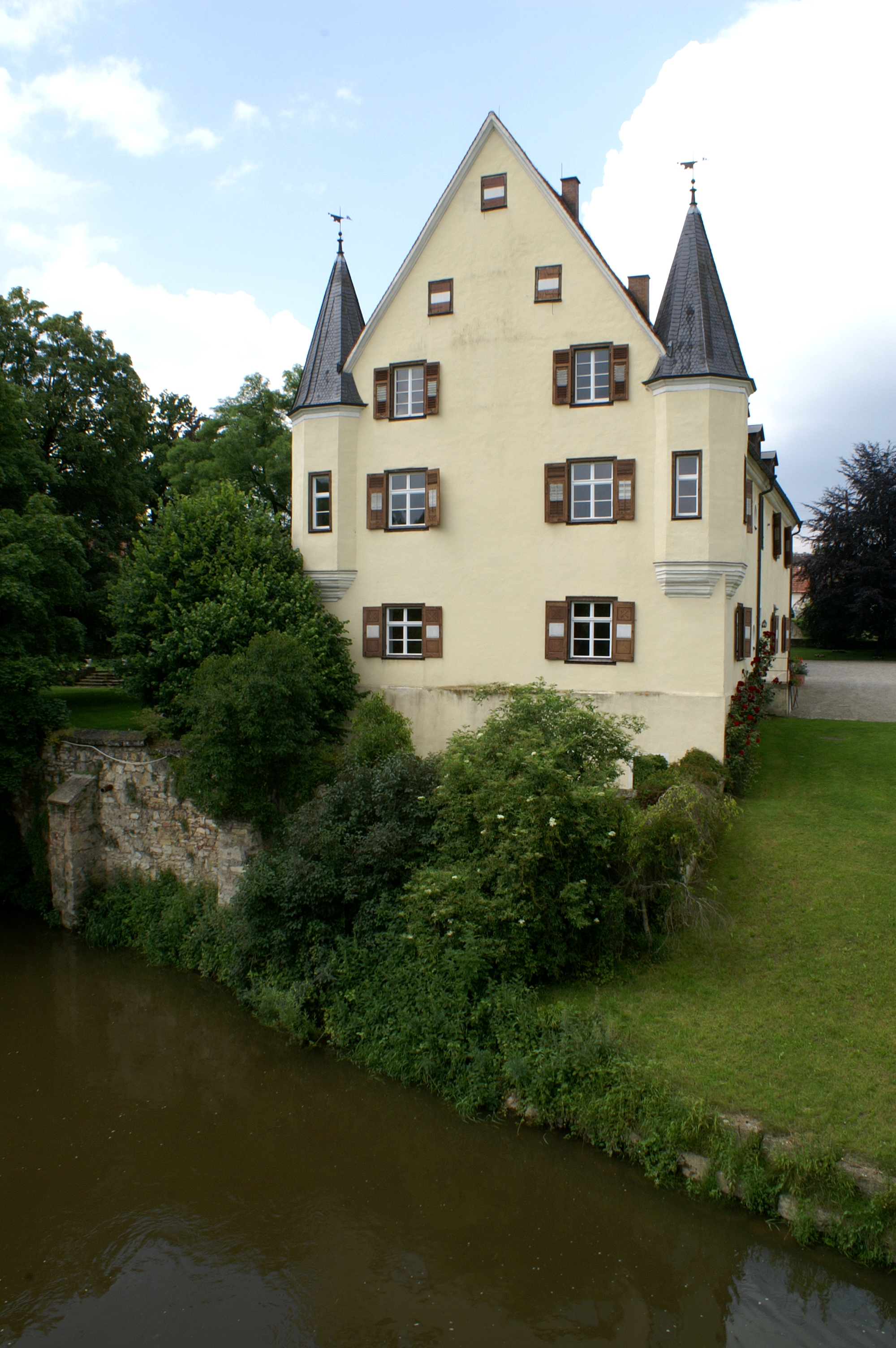
Schloss Zwiefaltendorf

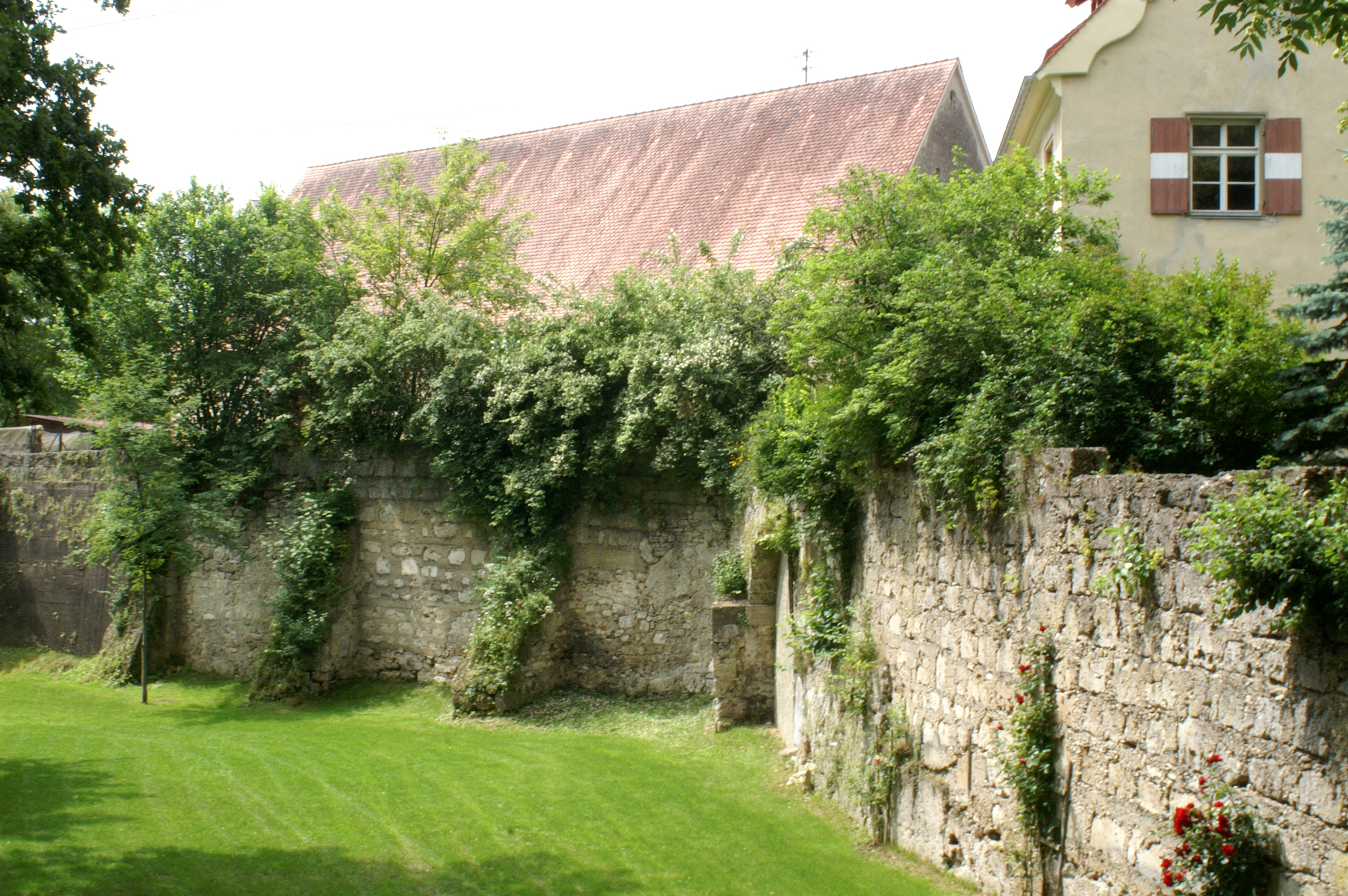
Burggraben

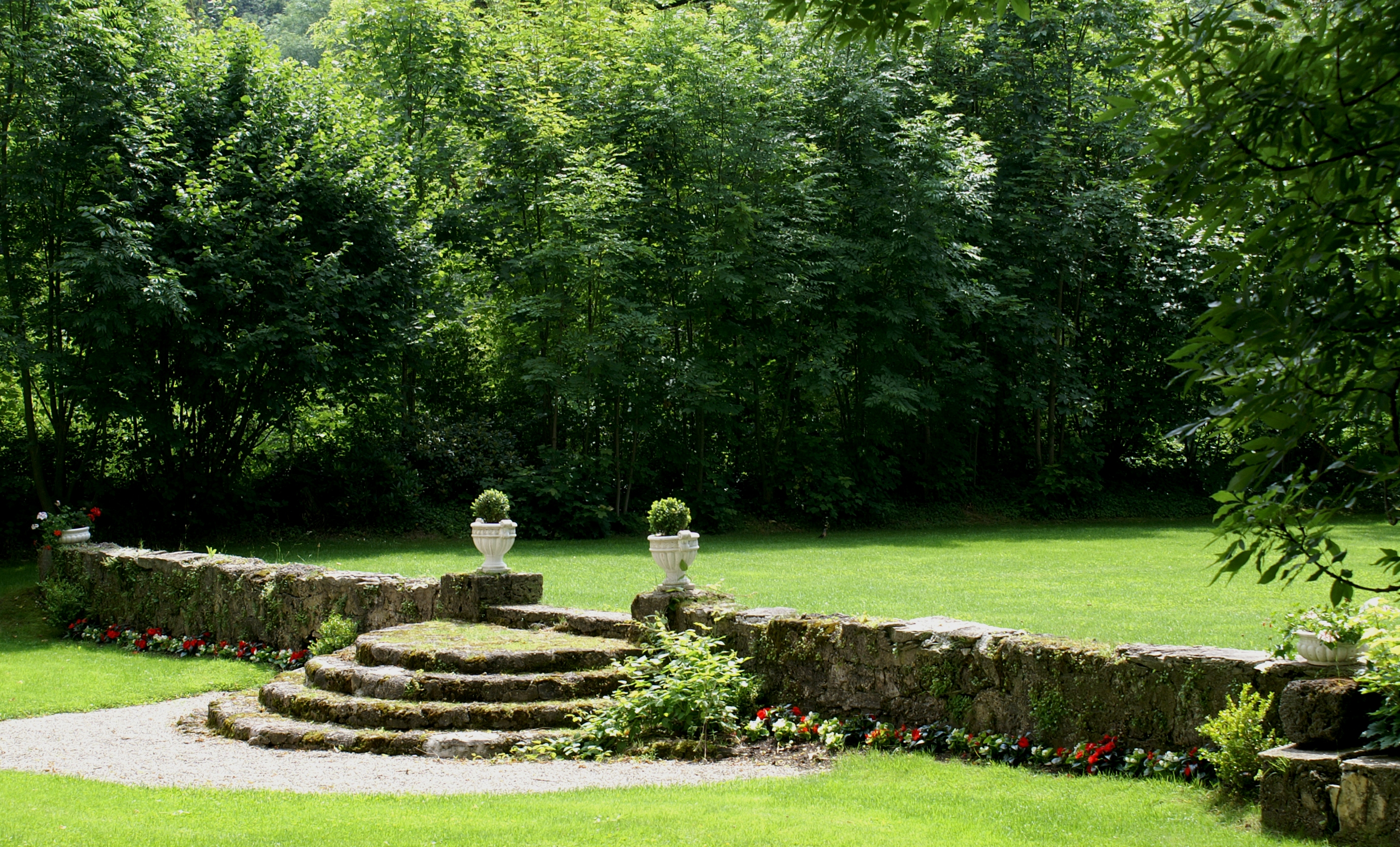
Schlossgarten

Das Schloss Zwiefaltendorf ist ein Schloss im Riedlinger Stadtteil Zwiefaltendorf am Zufluss der Zwiefalter Aach in die Donau im Landkreis Biberach in Baden-Württemberg.

## Geschichte
Die Geschichte von Schloss Zwiefaltendorf reicht bis ins 11. Jahrhundert zurück, damals bestand hier die Wasserburg Zwiefaltendorf. Herzog Ulrich von Württemberg ließ diese Burg und den ganzen Ort Zwiefaltendorf 1517 niederbrennen.
Das heutige Schloss Zwiefaltendorf wird um 1660 urkundlich erwähnt. Von 1441 war die Anlage im Besitz der Familien Speth und von 1878 gehörte es den Freiherren von und zu Bodman. 1982 bis 1985 wurde das zweigeschossige Gebäude mit den Eckerkern mit spitzen Helmdächern renoviert. Seit 1999 gehört es den Familien Junger und Seiz aus Metzingen. Das Schloss wird heute für Tagungen, Präsentationen und sonstige individuelle Veranstaltungen genutzt.